# Patrick Fort
Pour les articles homonymes, voir Fort.
Pas d'image ? Cliquez ici

a Compétitions nationales et continentales officielles uniquement.

Patrick Fort, né le 13 octobre 1957 à Mazamet (France), est un joueur français de rugby à XV, qui joue la majeure partie de sa carrière avec l'Association sportive de Béziers Hérault, évoluant aux postes de demi d'ouverture, de centre ou d'ailier.
Son père, André Fort, est également un joueur de rugby à XV.

## Biographie
Patrick Fort fait ses débuts au Stade piscénois avant de rejoindre l'AS Béziers en juniors.
Il joue une grande partie de sa carrière avec l'AS Béziers avec qui il remporte quatre titres de champion de France en 1980, 1981, 1983 et 1984,.
Lors de la saison 1980-1981, il est le meilleur buteur du Championnat de France avec 187 points inscrits au pied.
En 1986, il rejoint le Montpellier Rugby Club à sa création à la suite de la fusion du Stade montpelliérain et du Montpellier Paillade Sport Club. 
Il finit sa carrière avec le Stade piscénois. En parallèle de sa carrière de joueur, il exerce le métier de professeur d'éducation physique et sportive.
Il est ensuite adjoint de Claude Saurel sélectionneur de l'équipe de Géorgie. 
De janvier, jusqu'à fin octobre 2012, « Papy » Fort est entraîneur des lignes arrières de l'AS Béziers.
À partir de 2017, il est chef de délégation au sein de l'encadrement de l'équipe de France de rugby à XV des moins de 20 ans.

## Palmarès

### En club
- Vainqueur du Championnat de France en 1980, 1981, 1983 et 1984 avec l'AS Béziers.
- Finaliste du Challenge Yves du Manoir en 1980 et 1981 avec l'AS Béziers.

### Distinctions personnelles
- Meilleur buteur du Championnat de France en 1981 (187 points).